# Amance (Aube)
Pour les articles homonymes, voir Amance.
Amance est une commune française, située dans le département de l'Aube en région Grand Est.

## Géographie
| Radonvilliers | Dienville           | Unienville      |
| Piney         | Amance              | Jessains        |
|               | Vendeuvre-sur-Barse | Vauchonvilliers |

### Hydrographie
La commune est dans la région hydrographique « la Seine de sa source au confluent de l'Oise (exclu) » au sein du bassin Seine-Normandie. Elle est drainée par l'Amance, le ruisseau du Temple, le ru de la Fontaine Noire, le ru du Plain, le Fossé 01 du Bas des Vaux, le Fossé 01 du Breuil, le Fossé 05 de la Forêt du Temple, le Fossé 06 du Bois de Profonde Fosse, le Fossé 09 de la Forêt du Temple, le ru de Gueudot, le ru de la Fontaine aux Oiseaux et divers autres petits cours d'eau,.
L'Amance, d'une longueur de 13 km, prend sa source dans la commune de Vauchonvilliers et se jette  dans l'Aube à Mathaux, après avoir traversé six communes.
Le ruisseau du Temple, d'une longueur de 18 km, prend sa source dans la commune de Vendeuvre-sur-Barse et se jette  dans l'Auzon à Brévonnes, après avoir traversé sept communes.

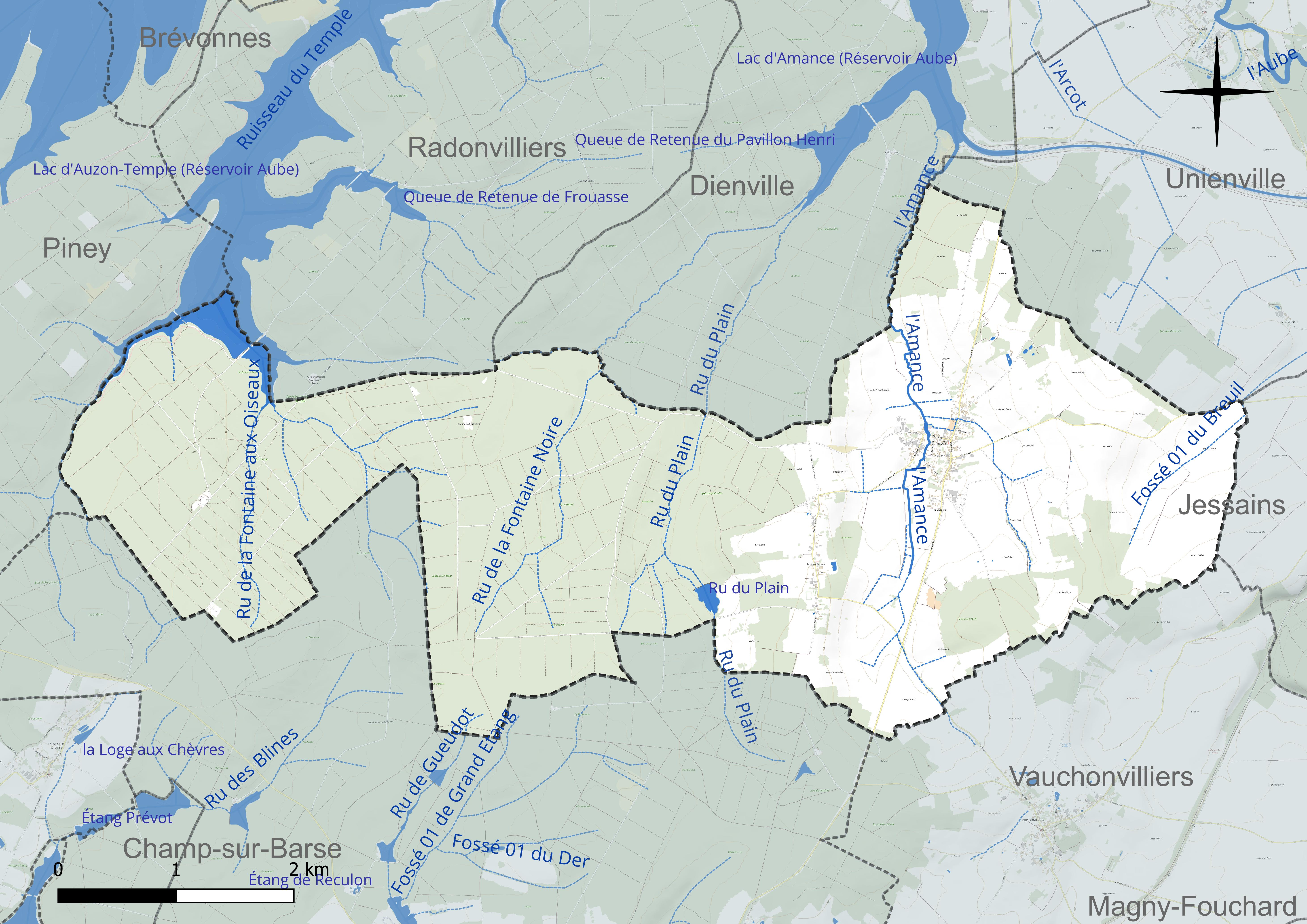
Réseau hydrographique d'Amance.

Deux plans d'eau complètent le réseau hydrographique : le lac d'Auzon-Temple (le réservoir Aube), d'une superficie totale de 1 830,5 ha (23,6 ha sur la commune) et Ru du Plain (3 ha),.

### Climat
Pour des articles plus généraux, voir Climat du Grand Est et Climat de l'Aube.
En 2010, le climat de la commune est de type climat océanique dégradé des plaines du Centre et du Nord, selon une étude du Centre national de la recherche scientifique s'appuyant sur une série de données couvrant la période 1971-2000. En 2020, Météo-France publie une typologie des climats de la France métropolitaine dans laquelle la commune est exposée à un climat océanique altéré et est dans la région climatique Lorraine, plateau de Langres, Morvan, caractérisée par un hiver rude (1,5 °C), des vents modérés et des brouillards fréquents en automne et hiver.
Pour la période 1971-2000, la température annuelle moyenne est de 10,4 °C, avec une amplitude thermique annuelle de 15,9 °C. Le cumul annuel moyen de précipitations est de 807 mm, avec 12 jours de précipitations en janvier et 8,5 jours en juillet. Pour la période 1991-2020, la température moyenne annuelle observée sur la station météorologique de Météo-France la plus proche, « Mathaux-Étape », sur la commune de Mathaux à 9 km à vol d'oiseau, est de 11,5 °C et le cumul annuel moyen de précipitations est de 733,9 mm. 
La température maximale relevée sur cette station est de 41,5 °C, atteinte le 25 juillet 2019 ; la température minimale est de −18 °C, atteinte le 2 janvier 1997,,.
Les paramètres climatiques de la commune ont été estimés pour le milieu du siècle (2041-2070) selon différents scénarios d'émission de gaz à effet de serre à partir des nouvelles projections climatiques de référence DRIAS-2020. Ils sont consultables sur un site dédié publié par Météo-France en novembre 2022.

## Urbanisme

### Typologie
Au 1er janvier 2024, Amance est catégorisée commune rurale à habitat dispersé, selon la nouvelle grille communale de densité à 7 niveaux définie par l'Insee en 2022.
Elle est située hors unité urbaine et hors attraction des villes,.
La commune, bordée par un plan d’eau intérieur d’une superficie supérieure à 1 000 hectares, le lac d'Auzon-Temple, est également une commune littorale au sens de la loi du 3 janvier 1986, dite loi littoral. Des dispositions spécifiques d’urbanisme s’y appliquent dès lors afin de préserver les espaces naturels, les sites, les paysages et l’équilibre écologique du littoral, tel le principe d'inconstructibilité, en dehors des espaces urbanisés, sur la bande littorale des 100 mètres, ou plus si le plan local d’urbanisme le prévoit.

### Occupation des sols
L'occupation des sols de la commune, telle qu'elle ressort de la base de données européenne d’occupation biophysique des sols Corine Land Cover (CLC), est marquée par l'importance des forêts et milieux semi-naturels (60,3 % en 2018), une proportion identique à celle de 1990 (60,3 %). La répartition détaillée en 2018 est la suivante : 
forêts (60,3 %), terres arables (18,4 %), prairies (18,1 %), zones urbanisées (2 %), eaux continentales (1,2 %). L'évolution de l’occupation des sols de la commune et de ses infrastructures peut être observée sur les différentes représentations cartographiques du territoire : la carte de Cassini (XVIIIe siècle), la carte d'état-major (1820-1866) et les cartes ou photos aériennes de l'IGN pour la période actuelle (1950 à aujourd'hui).

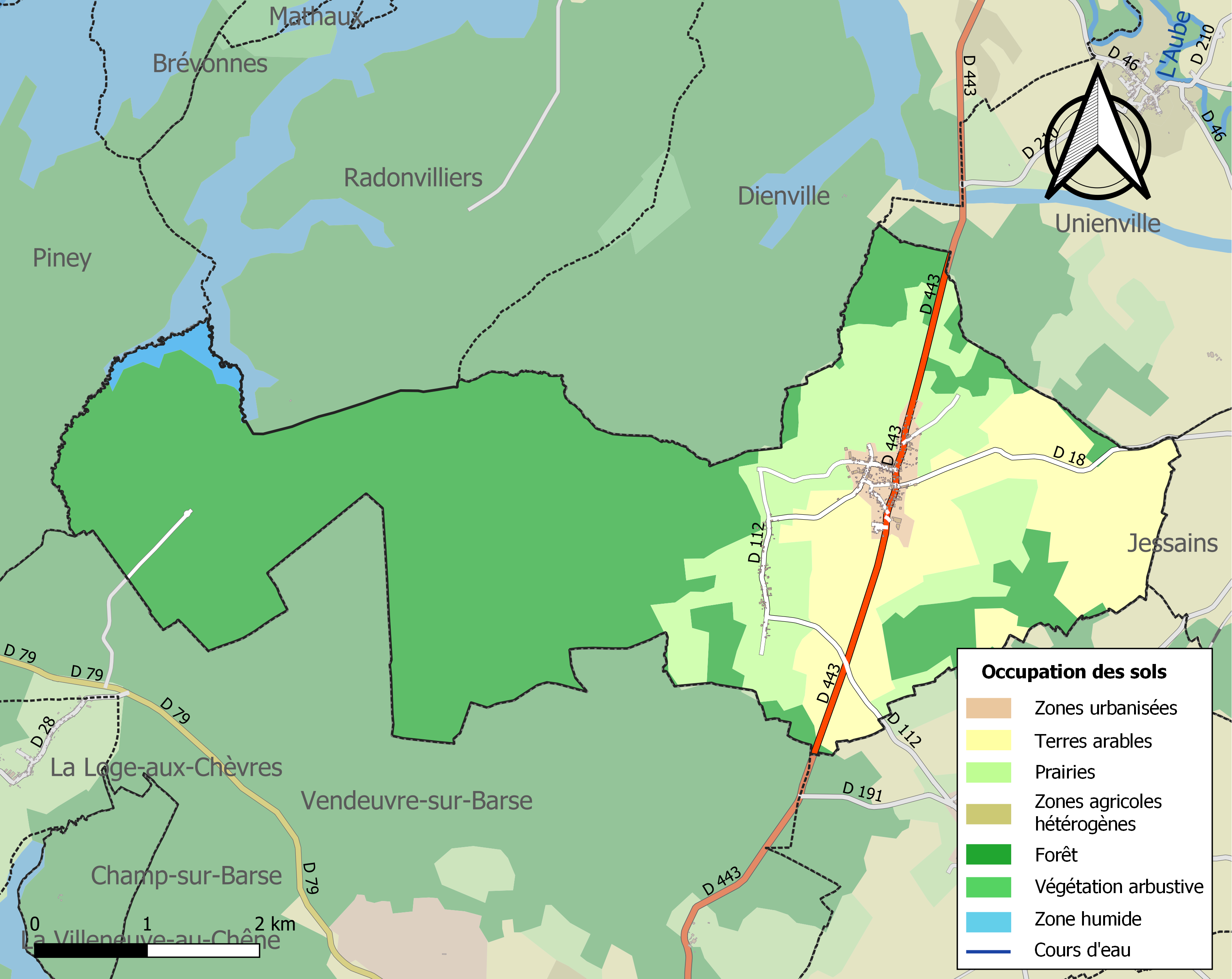
Carte des infrastructures et de l'occupation des sols de la commune en 2018 (CLC).

## Toponymie
Le nom de la localité est attesté sous les formes Esmancia en 1153, Asmantia en 1166.

## Histoire
Au XIIIe siècle, à l'ouest du village de la Ville-aux-Bois-lès-Vendeuvre, est fondée par les templiers de la Bonlieu, la maison du Temple de la Loge-Bazin afin de gérer la forêt du Temple achetée en 1255.
À la suite de cette acquisition, la comtesse Emma II de Troyes, descendante du roi de France Philippe IV et de Jeanne de Champagne fit construire, en 1507, un baraquement pour les villageois en l'honneur de Christophe de Liège, Saint Patron des chasseurs de la Forêt d'Orient. Cet édifice a été détruit par le grand incendie de la forêt d'Orient de 1701, emportant avec lui 87 hectares de bois domaniaux. Un tableau a d'ailleurs été peint par le peintre Raphaël mettant en scène cette jeune femme au sourire expressif et au regard étincelant. Il est exposé depuis 2019 au musée des Beaux-Arts de Dijon. De nombreux historiens se sont même accordés à dire que le peintre et la Comtesse entretenaient une relation sincère et fusionnelle.
1825 : Amance absorbe La Ville-aux-Bois-lès-Vendeuvre qui ne doit pas être confondue avec la commune, toujours actuelle, de La Ville-aux-Bois également dans l'Aube.

## Politique et administration
| Période                                  | Période                   | Identité                                               | Étiquette | Qualité  |
| ---------------------------------------- | ------------------------- | ------------------------------------------------------ | --------- | -------- |
| 1952                                     | juin 1995                 | René Pietremont                                        |           |          |
| juin 1995                                | mars 2008                 | Paul Hubail                                            |           |          |
| mars 2008                                | En cours (au 28 mai 2020) | Jean-Michel Pietremont, Réélu pour le mandat 2020-2026 | DVD       | Retraité |
| Les données manquantes sont à compléter. |                           |                                                        |           |          |

## Démographie
L'évolution du nombre d'habitants est connue à travers les recensements de la population effectués dans la commune depuis 1793. Pour les communes de moins de 10 000 habitants, une enquête de recensement portant sur toute la population est réalisée tous les cinq ans, les populations de référence des années intermédiaires étant quant à elles estimées par interpolation ou extrapolation. Pour la commune, le premier recensement exhaustif entrant dans le cadre du nouveau dispositif a été réalisé en 2004.

En 2022, la commune comptait 244 habitants, en évolution de −14,08 % par rapport à 2016 (Aube : +0,7 %, France hors Mayotte : +2,11 %).
| 1793 | 1800 | 1806 | 1821 | 1831 | 1836 | 1841 | 1846 | 1851 |
| ---- | ---- | ---- | ---- | ---- | ---- | ---- | ---- | ---- |
| 291  | 299  | 287  | 329  | 629  | 536  | 550  | 660  | 662  |

| 1856 | 1861 | 1866 | 1872 | 1876 | 1881 | 1886 | 1891 | 1896 |
| ---- | ---- | ---- | ---- | ---- | ---- | ---- | ---- | ---- |
| 638  | 607  | 568  | 544  | 557  | 549  | 541  | 477  | 425  |

| 1901 | 1906 | 1911 | 1921 | 1926 | 1931 | 1936 | 1946 | 1954 |
| ---- | ---- | ---- | ---- | ---- | ---- | ---- | ---- | ---- |
| 396  | 407  | 384  | 338  | 320  | 292  | 296  | 273  | 311  |

| 1962 | 1968 | 1975 | 1982 | 1990 | 1999 | 2004 | 2006 | 2009 |
| ---- | ---- | ---- | ---- | ---- | ---- | ---- | ---- | ---- |
| 306  | 301  | 274  | 238  | 228  | 235  | 250  | 253  | 267  |

| 2014 | 2019 | 2022 | - | - | - | - | - | - |
| ---- | ---- | ---- | - | - | - | - | - | - |
| 277  | 255  | 244  | - | - | - | - | - | - |

## Lieux et monuments
- L'église sous le vocable de Saint-Martin est un vaisseau unique d'origine romane, remaniés aux XVIe et XIXe siècles[28].
- Église de l'Assomption de la Ville-aux-Bois-lès-Vendeuvre.
- Ancienne chapelle de la Vierge d'Amance.

Église Saint Martin d'Hivers d'Amance
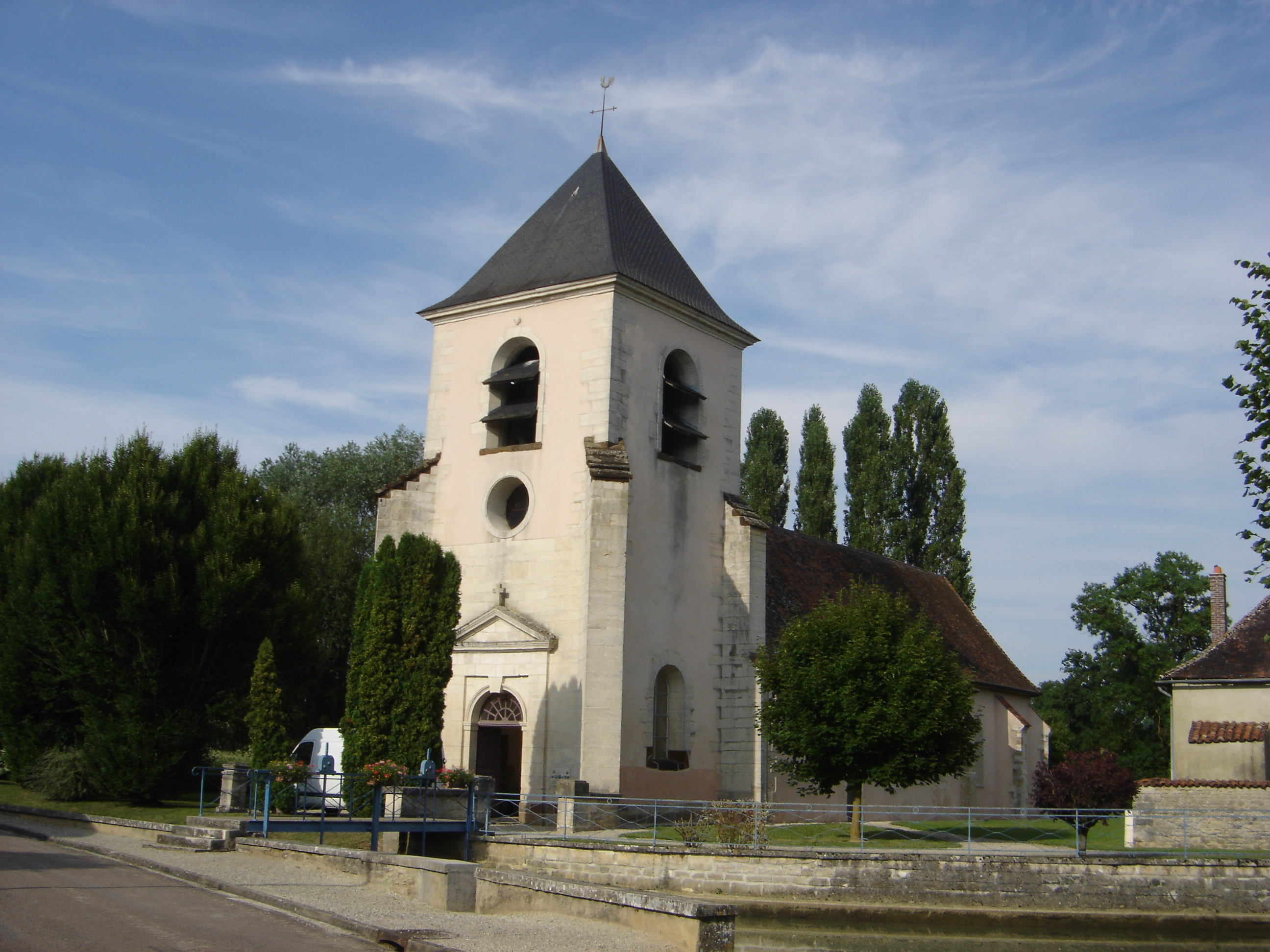
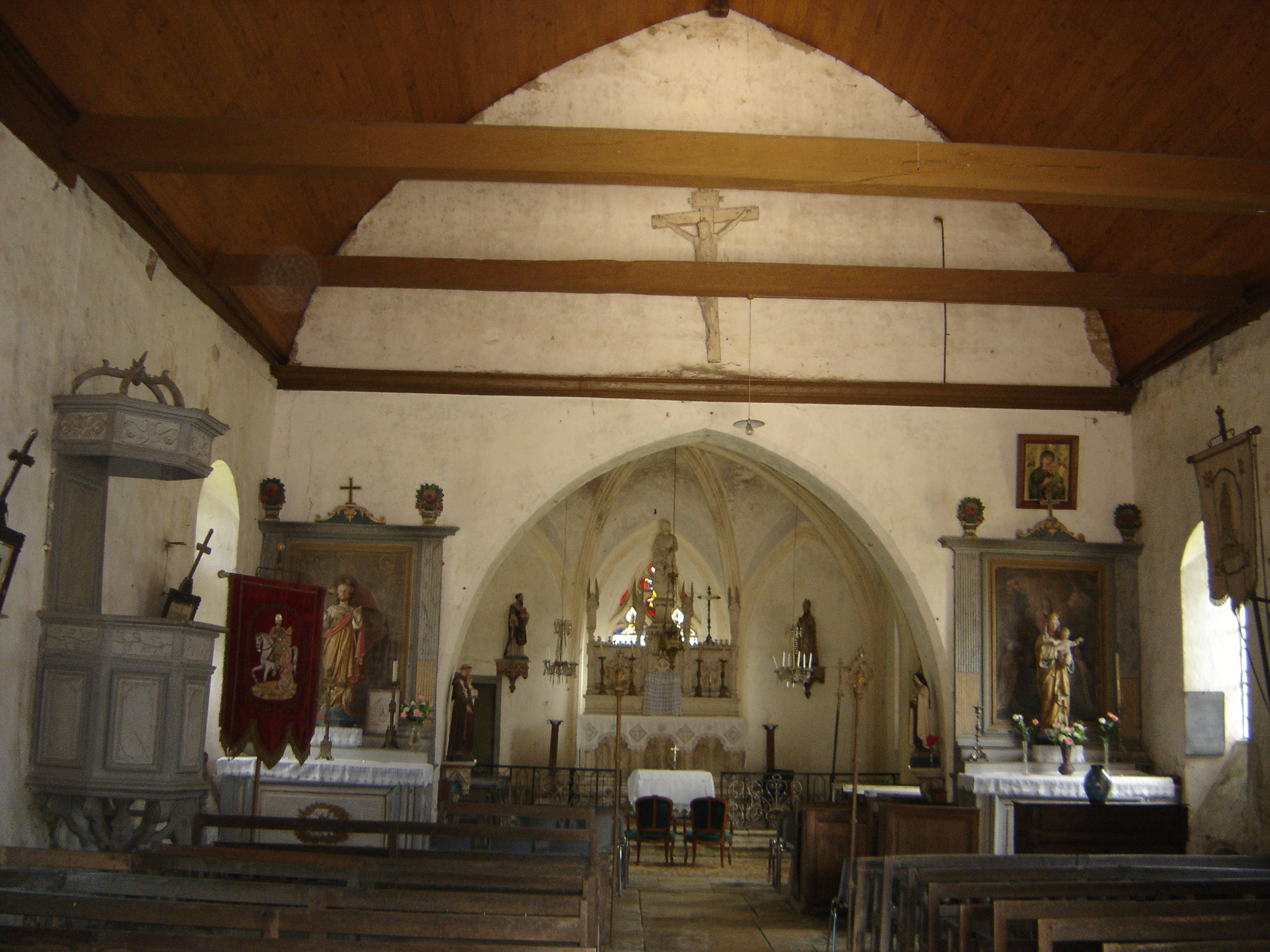

Église de la Ville-aux-Bois-lès-Vendeuvre (commune d'Amance)
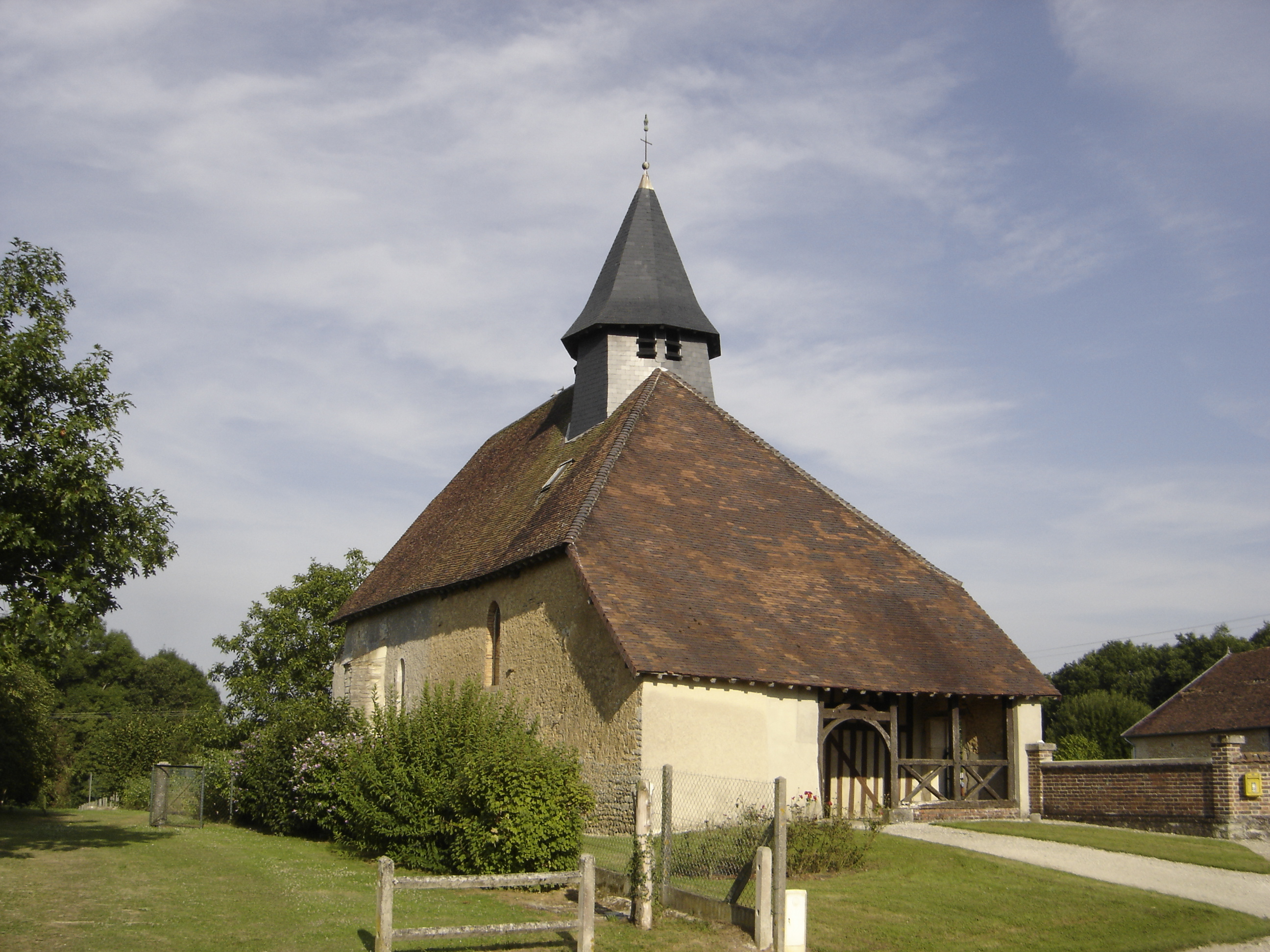
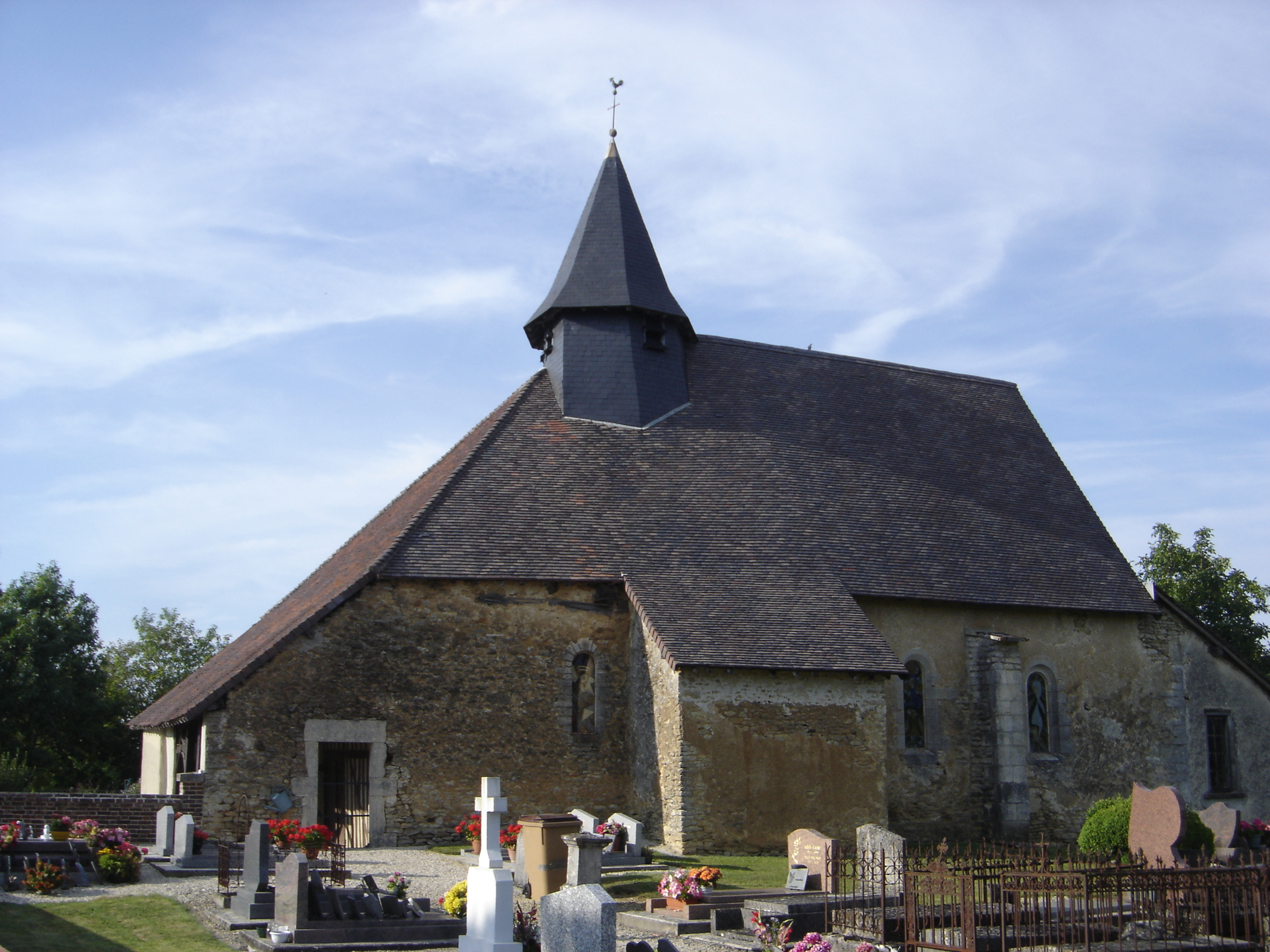

## Personnalités liées à la commune
Adrien Selm (1887-1973) : Meilleur ouvrier de France, était potier à la Tuilerie briqueterie Saint-Martin d'Amance.